# Кучук-Кабач
Кучу́к-Каба́ч (укр. Кучук-Кабач, крымскотат. Küçük Qabaç, Кучюк Къабач) — исчезнувшее село в Красногвардейском районе Республики Крым, располагавшееся на западе района, в степной части Крыма, примерно в 3 км к западу от современного села Дубровское.

## История
Издавна существовало 2 расположенных рядом деревни: Биюк-Кабач и Кучук-Кабач, видимо, Биюк-Кабач был покинут жителями, эмигрировавшими в Турцию сразу по присоединению Крымского ханства к России, поскольку в документах первых ревизий не фигурирует, хотя на картах отображался.
Уже в Камеральном Описании Крыма… 1784 года записан один Кабач, судя по которому в последний период ханства деревня входила в Ташлынский кадылык Акмечетского каймаканства. После присоединения Крыма к России (8) 19 апреля 1783 года, (8) 19 февраля 1784 года, именным указом Екатерины II сенату, на территории бывшего Крымского Ханства была образована Таврическая область и деревня была приписана к Перекопскому уезду. После Павловских реформ, с 1796 по 1802 год, входила в Перекопский уезд Новороссийской губернии. По новому административному делению, после создания 8 (20) октября 1802 года Таврической губернии, Кучук-Кабачь был определён центром Кучук-Кабачской волости Перекопского уезда.
По Ведомости о всех селениях в Перекопском уезде состоящих с показанием в которой волости сколько числом дворов и душ… от 21 октября 1805 года в деревне Кабач числилось 14 дворов и 133 жителя, все крымские татары.
На военно-топографической карте генерал-майора Мухина 1817 года обозначена деревня Кучук кабаш с 23 дворами. После реформы волостного деления 1829 года согласно «Ведомости о казённых волостях Таврической губернии 1829 года» волость переименовали в Агъярскую и Кучук-Кабач бал лишён статуса волостного центра. На карте 1836 года в деревне 20 дворов, как и на карте 1842 года.
В 1860-х годах, после земской реформы Александра II, деревню включили в состав Айбарской волости. В «Списке населённых мест Таврической губернии по сведениям 1864 года», составленном по результатам VIII ревизии 1864 года, Кучук-Кабач — владельческая татарская деревня, с 7 дворами и 40 жителями при колодцах. По обследованиям профессора А. Н. Козловского начала 1860-х годов, вода в колодцах деревни была пресная, а их глубина составляла 10—15 саженей (21—32 м). На трёхверстовой карте Шуберта 1865—1876 года в деревне обозначено 20 дворов. В «Памятной книге Таврической губернии 1889 года» по результатам Х ревизии 1887 года записан один Кабач (неизвестно который) Григорьевской волости, с 12 дворами и 65 жителями.
Вновь, как отдельное селение, встречается в «…Памятной книжке Таврической губернии на 1902 год», согласно которой в Бютеньской волости числилась деревня Кабач Новый с 33 жителями в 11 домохозяйствах. По Статистическому справочнику Таврической губернии. Ч.II-я. Статистический очерк, выпуск пятый Перекопский уезд, 1915 год, на хуторе Новый Кабач Бютеньской волости Перекопского уезда числилось 2 двора со смешанным населением в количестве 6 человек приписных жителей и 36 — «посторонних».
После установления в Крыму Советской власти и учреждения 18 октября 1921 года Крымской АССР, в составе Симферопольского уезда был образован Биюк-Онларский район, в состав которого включили село. В 1922 году уезды получили название округов. 11 октября 1923 года, согласно постановлению ВЦИК, в административное деление Крымской АССР были внесены изменения, в результате которых был ликвидирован Биюк-Онларский район и село включили в состав Симферопольского. Согласно Списку населённых пунктов Крымской АССР по Всесоюзной переписи 17 декабря 1926 года, в селе Кучук-Кабач, Старо-Итакского сельсовета Симферопольского района, числилось 11 дворов, все крестьянские, население составляло 42 человека, из них 38 татар и 4 украинцев. Постановлением КрымЦИКа «О реорганизации сети районов Крымской АССР» от 15 сентября 1930 года был вновь создан Биюк-Онларский район, теперь как немецкий национальный (указом Президиума Верховного Совета РСФСР № 621/6 от 14 декабря 1944 года переименованный в Октябрьский), Старо-Итакский сельсовет передали в его состав, очевидно, туда же переподчинили Кучук-Кабач. В последний раз, в доступных источниках, встречается на двухкилометровке РККА 1942 года.

### Динамика численности населения
| - 1805 год — 133 чел. - 1864 год — 40 чел. - 1889 год — 65 чел. | - 1902 год — 33 чел. - 1915 год — 6/36 чел. - 1926 год — 42 чел. |